# Deskaheh

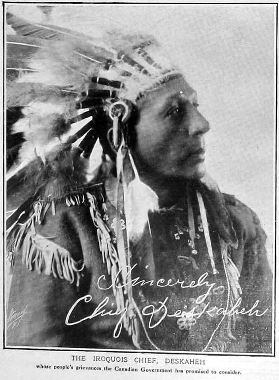
Autógrafo de Deskaheh en un periódico.

Deskaheh es el nombre nativo de Levi General (Grand River, Ontario, 1873 - Reserva Tuscarora, Nueva York, 1925). Fue un líder cayuga, educado en una familia tradicional del clan shao-hyowa (Gran Cielo). Fue en 1923 a la sede de la Sociedad de Naciones en Ginebra, viajando con pasaporte de la Confederación Iroquesa, y presentó el memorial The red man’s appeal for Justice, aportando el Wampum de dos hileras, el pacto más antiguo firmado con europeos. Recibieron apoyo de Persia, Irlanda, Estonia y Panamá, pero en marzo de 1924 todos recibieron presiones británicas y lo paralizaron. El 7 de octubre de 1924 la Policía Montada disolvió el parlamento de las Seis Naciones, robando documentos y wampums y convocando nuevas elecciones. Entonces se exilió en los EE. UU., donde murió al poco tiempo en la Reserva de Tuscarora Reservation cerca de Búfalo, Nueva York, después de emitir su famoso último mensaje.